# Юліуш Лукасевич

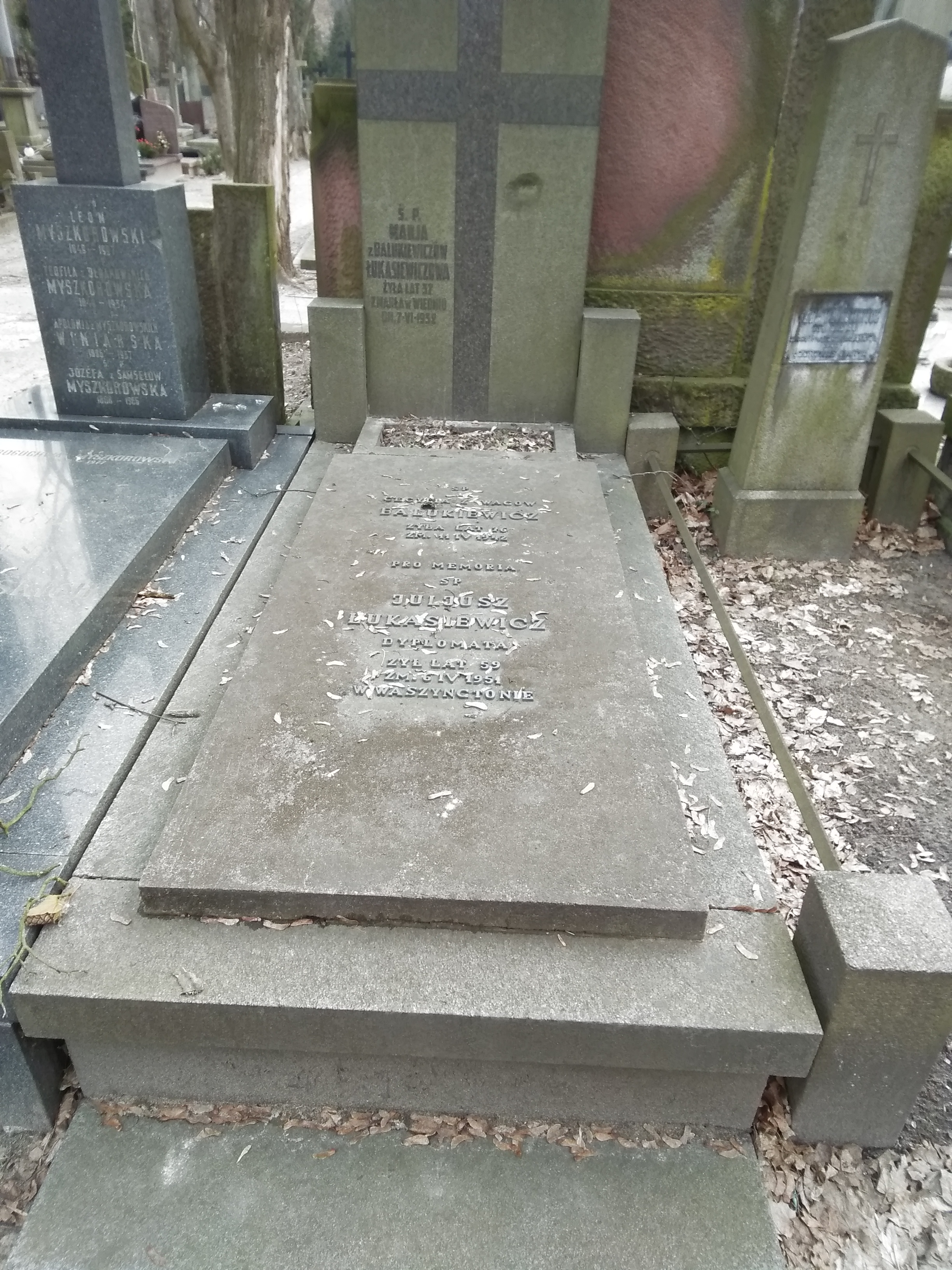
Могила Юліуша Лукасевича на кладовищі Повонзки

Юліуш Лукасевич (пол. Juliusz Łukasiewicz; нар. 6 травня 1892, Соколівка, пом. 6 квітня 1951, Вашингтон) — польський дипломат, посол. Масон. Батько польського інженера Юліуша Лукасевича.

## Життєпис
Закінчивши гімназію в Житомирі, розпочав навчання в Політехнічному університеті Санкт-Петербурга, беручи активну участь у діяльності польських самостійницьких організацій. З 1914 року входив до Польської військової організації. Після утворення Польської ліквідаційної комісії з питань Царства Польського був особистим секретарем голови комісії Олександра Ледницького, а потім першим секретарем Представництва Регентської ради у Москві.
Після відновлення польської державності в листопаді 1918 вступив на дипломатичну службу Другої Речі Посполитої і 1921 року очолив Східний департамент Міністерства закордонних справ, підтримуючи проєкт федерації Пілсудського.
З 1 вересня 1921 до 1 вересня 1922 року був секретарем польської дипмісії у Парижі, після чого повернувся на посаду глави Східного департаменту Міністерства закордонних справ. Із 16 травня по 1 серпня 1924 року входив до польської делегації в Лізі Націй, повернувся до керівної ланки МЗС, де 1925 року піднявся по кар'єрних щаблях до посади директора Політичного-економічного департаменту Міністерства закордонних справ. 12 жовтня 1926 року призначений посланником Польської Республіки в Ризі, виконував місію до 23 січня 1929 р. Потім, до 22 травня 1931 р., працював директором Консульського департаменту. У 1931–1932 роках був посланником Польської Республіки у Відні, з 1933 по 1934 рік — посланником Польської Республіки у Москві, де потім у 1934—1936 рр. був послом Польщі в СРСР (після взаємного підвищення цими двома державами рангу своїх дипломатичних місій до рівня посольства). З 20 липня 1936 по 7 листопада 1939 року — посол Польської Республіки в Парижі.
1938 року опублікував том есеїв під назвою «Польща — велика держава» (пол. Polska jest mocarstwem).
Після вторгнення Німеччини у Польщу у вересні 1939 р. дуже енергійно вимагав від французьких цивільних і військових органів виконувати союзницькі зобов'язання Франції щодо Польщі, викладені в договорі та підтверджені військовою конвенцією, затвердженою 4 вересня 1939 року. Був причетний до присяги Владислава Рачкевича як президента у вигнанні, і саме він рекомендував генералу Владиславу Сікорському командувати польською армією у Франції. Після створення в Парижі польського уряду у вигнанні під головуванням Владислава Сікорського французька сторона змусила Лукасевича до відставки з посади польського посла. Він виїхав у Велику Британію, не прийнятий на державну службу людьми генерала Сікорського.
Після відставки став у жорстку опозицію до уряду Сікорського. Після поразки Франції (1940 р.) у липні 1940 в Лондоні написав листа президенту Владиславові Рачкевичу, в якому звинуватив генерала Сікорського у направленні відкритого листа про створення 300-тисячної польської армії на боці СРСР, розвалі підрозділів Польської армії у Франції, втраті золота Банку Польщі, а також зайнятті двох посад — голови Ради Міністрів і верховного головнокомандувача — внаслідок чого той не міг виконувати державних обов'язків. Цей відкритий лист Лукасевича був основною причиною тимчасової урядової кризи в уряді Польської Республіки у вигнанні, коли президент відправив у відставку генерала Сікорського з посади прем'єр-міністра, але вже наступного дня призначив Сікорського на цю посаду під тиском групи польських офіцерів і після невдалої спроби сформувати уряд Августа Залеського.
Після Другої світової війни Лукасевич залишився у вигнанні. Був, зокрема головою Ліги незалежності Польщі, створеної послідовниками Пілсудського, заступником голови 3-ї Національної ради Польської Республіки , віце-президентом Інституту досліджень міжнародних справ у Лондоні (1947—1950). З грудня 1947 року перебував у США, намагаючись заручитися підтримкою американських політиків. Під час президентства Августа Залеського був серед своїх прихильників. 1950 року знову поїхав у США, але не зумів зацікавити американську адміністрацію польськими справами і навесні наступного року повідомив еміграційну владу в Лондоні про провал своєї місії. У цей період він також упав у депресію через безсилля щодо американської адміністрації, що зокрема відзначав Вацлав Єнджеєвич. Лукасевич боявся повернутися в Лондон, уважаючи свою поїздку до США ганьбою. 
Помер від самогубства близько 2-ї години ночі, повісившись у квартирі, яку винаймав. Він не залишив записки про самогубство, що породило необґрунтовані чутки про вбивство, скоєне радянськими спецслужбами .

## Відзнаки
- Командорський хрест із зіркою Ордена Відродження Польщі (1936)[8]
- Командорський хрест ордена Відродження Польщі (2 травня 1923)[9][10]
- Медаль «Десятиліття здобутої незалежності»[10]
- Почесний нагрудний знак польського Червоного Хреста I ступеня (1935)[11]
- Орден Трьох зірок I і IV ступеня (Латвія)[10][12]
- Орден Білого лева II ступеня (Чехословаччина)[10][12]
- Почесний знак «За заслуги перед Австрійською Республікою» (Австрія)[10][12]
- Орден Хреста свободи II ступеня (Естонія)[10][12]
- Орден Корони II ступеня (Румунія)[10][12]
- Орден Білої троянди IV класу (Фінляндія)[10][12]
- Орден Почесного легіону IV ступеня (Франція)[10][12]